# Гестгахт
Гестгахт (нім. Geesthacht) — місто в Німеччині, розташоване в землі Шлезвіг-Гольштейн. Входить до складу району Герцогство Лауенбург.
Площа — 33,18 км2. Населення становить 31 160 ос. (станом на 31 грудня 2020).